# Turanana taygetica
Turanana taygetica is een vlinder uit de familie Lycaenidae. De wetenschappelijke naam is voor het eerst geldig gepubliceerd in 1902 door Rebel.
De soort komt voor in Europa.